# Mafia (serie)

Logo ufficiale della serie Mafia

Mafia è una serie di videogiochi sparatutto in terza persona sviluppati da 2K Games e Hangar 13 a partire dal 2002. 
I giochi sono ambientati in luoghi immaginari, modellati su vere città, e in genere presentano ambientazioni storiche reali. Il gameplay si concentra su ambienti open world in cui i giocatori completano missioni per progredire in una storia principale, oltre a impegnarsi in varie attività collaterali. La serie è incentrata su diversi protagonisti che, venendo coinvolti con la mafia, tentano di scalarne i ranghi o di abbatterla per aver fatto loro un torto. 
La serie Mafia ha avuto un significativo riscontro di pubblico e critica, riscuotendo ampio successo commerciale, con vendite complessive di oltre 35 milioni di copie vendute.

## Videogiochi

### Capitoli principali
| Anno | Titolo                         | Sviluppatore | Piattaforme                         |
| ---- | ------------------------------ | ------------ | ----------------------------------- |
| 2002 | Mafia: The City of Lost Heaven | 2K Games     | PlayStation 2, Xbox, Windows        |
| 2010 | Mafia II                       | 2K Games     | PlayStation 3, Xbox 360, Windows    |
| 2016 | Mafia III                      | Hangar 13    | PlayStation 4, Xbox One, Windows    |
| 2025 | Mafia: Terra Madre             | Hangar 13    | PlayStation 5, Xbox Series, Windows |

| Protagonista  | Luogo                   | Anni        | Videogioco                     |
| ------------- | ----------------------- | ----------- | ------------------------------ |
| Enzo Favara   | San Celeste, Sicilia    | 1904 – 1907 | Mafia: Terra Madre             |
| Tommy Angelo  | Lost Heaven, Illinois   | 1930 – 1938 | Mafia: The City of Lost Heaven |
| Vito Scaletta | Empire Bay, New York    | 1943 – 1951 | Mafia II: Definitive Edition   |
| Lincoln Clay  | New Bordeaux, Louisiana | 1968 – 1978 | Mafia III: Definitive Edition  |

Mafia: The City of Lost Heaven, conosciuto semplicemente come Mafia, è un videogioco sparatutto in terza persona del 2002, sviluppato da Illusion Softworks e pubblicato da Gathering of Developers per Microsoft Windows, PlayStation 2 e Xbox. Ambientato negli anni trenta del XX secolo nella città immaginaria di Lost Heaven, il protagonista del gioco è Thomas "Tommy" Angelo, un tassista che un giorno si ritroverà coinvolto in una sparatoria fra i gangster di Don Salieri e di Don Morello, due mafiosi che vogliono il controllo della città, e dovrà aiutare gli uomini di Salieri a sfuggire a quelli di Morello. Il giorno dopo, però, viene rintracciato dai ragazzi di Morello che gli vogliono dare una lezione e per sfuggire loro, si rifugia al bar di Don Salieri, che ha un debito di gratitudine con lui. Tommy da quel momento diventa membro della famiglia. La storia viene raccontata da Tommy stesso nel 1938 al detective Norman.
Mafia II è un videogioco sparatutto in terza persona del 2010, sviluppato da 2K Czech e pubblicato da 2K Games per Microsoft Windows, macOS, PlayStation 3 e Xbox 360. Ambientato negli anni quaranta e cinquanta del XX secolo nella città immaginaria di Empire Bay, il gioco segue la storia di Vito Scaletta, un giovane italo-americano che cerca di risollevarsi dalla povertà entrando nel mondo del crimine organizzato. Il titolo combina elementi di azione, avventura e sparatorie in terza persona con una struttura narrativa ricca e cinematografica, esplorando temi come la famiglia, la lealtà e l’ambizione. 
Mafia III è un videogioco sparatutto in terza persona del 2016, sviluppato da Hangar 13 e pubblicato da 2K Games per PlayStation 4, Xbox One, Microsoft Windows e macOS. Ambientato negli anni sessanta del XX secolo nella città di New Bordeaux, controparte fittizia di New Orleans, il gioco segue le vicende di Lincoln Clay, un veterano della guerra del Vietnam in cerca di vendetta contro la mafia italiana dopo l’uccisione della sua famiglia adottiva. Il gameplay combina esplorazione in un mondo aperto con missioni narrative che affrontano temi complessi come il razzismo, la vendetta e la costruzione di un impero criminale.
Mafia: Terra Madre (Mafia: The Old Country) è un videogioco d'azione sparatutto del 2025, realizzato da 2K Games e Hangar 13. Il gioco funge da prequel della trilogia. Esso è ambientato in Sicilia nel 1900 nella città di San Celeste, comparsa per la prima volta in Mafia II. Il gioco è stato annunciato tramite un trailer di presentazione alla Gamescom 2024 in Germania.  Hangar 13 ha dichiarato di voler tornare "alle radici di ciò che i fan amano del franchise", secondo quanto affermato dal presidente dello studio, Nick Baynes. Questo intento si riflette in un ritorno a una "narrazione lineare e profonda", con un'ambientazione più in linea con il primo capitolo della saga.  Il protagonista è Enzo Favara, un ragazzo siciliano che nel corso della storia si troverà a che fare con la famiglia mafiosa di Don Torrisi.

### Mobile
Mafia II: Mobile (2010) è un videogioco in 2D con visuale dall'alto, per dispositivi mobile, cellulari J2ME, sviluppato da Twistbox Entertainment e pubblicato da Connect2Media e Oasys Mobile.
Mafia III: Rivals (2016) è un videogioco RPG a turni, per dispositivi mobili iOS e Android ambientato nella New Bordeaux nel 1968 sviluppato da Cat Daddy Games e pubblicato da 2K Games.

### Remake
Mafia: Definitive Edition è un videogioco d’azione e avventura, remake completo del titolo originale Mafia del 2002, sviluppato da Hangar 13 e pubblicato da 2K Games. Ambientato nella città immaginaria di Lost Heaven negli anni ‘30, il gioco segue la storia di Tommy Angelo, un tassista che, suo malgrado, si ritrova coinvolto nel mondo della criminalità organizzata e lavora per la famiglia mafiosa Salieri. Il titolo mantiene la trama e l’atmosfera del gioco originale, arricchendole con una grafica moderna, un gameplay aggiornato e una colonna sonora orchestrale. La narrazione si sviluppa attraverso una serie di missioni lineari che esplorano i temi del potere, della lealtà e delle conseguenze delle scelte morali, con un’attenzione particolare ai dettagli storici e all’ambientazione. Mafia: Definitive Edition è stato elogiato per il suo comparto visivo, la recitazione e la fedeltà all’opera originale, pur ricevendo critiche per alcune limitazioni del gameplay rispetto agli standard moderni.

## Antologia
Mafia: Trilogy (2020) include Mafia: Definitive Edition, Mafia 2: Definitive Edition e Mafia 3: Definitive Edition. La versione di Steam include anche Mafia 2 (classico).